# Maison canoniale, 7 rue du Cloître-Notre-Dame (Chartres)
La maison canoniale, 7 rue du Cloître-Notre-Dame est une maison de chanoines située dans le cloître Notre-Dame de la ville de Chartres, préfecture du département français d'Eure-et-Loir, en région Centre-Val de Loire.

## Description
L'ancienne maison canoniale est située en face du portail royal (ouest) et de la tour nord de la cathédrale Notre-Dame de Chartres.
Elle fait l’objet d’un classement au titre des monuments historiques depuis le 25 juillet 1911.

Maison canoniale, 7 rue du Cloître-Notre-Dame
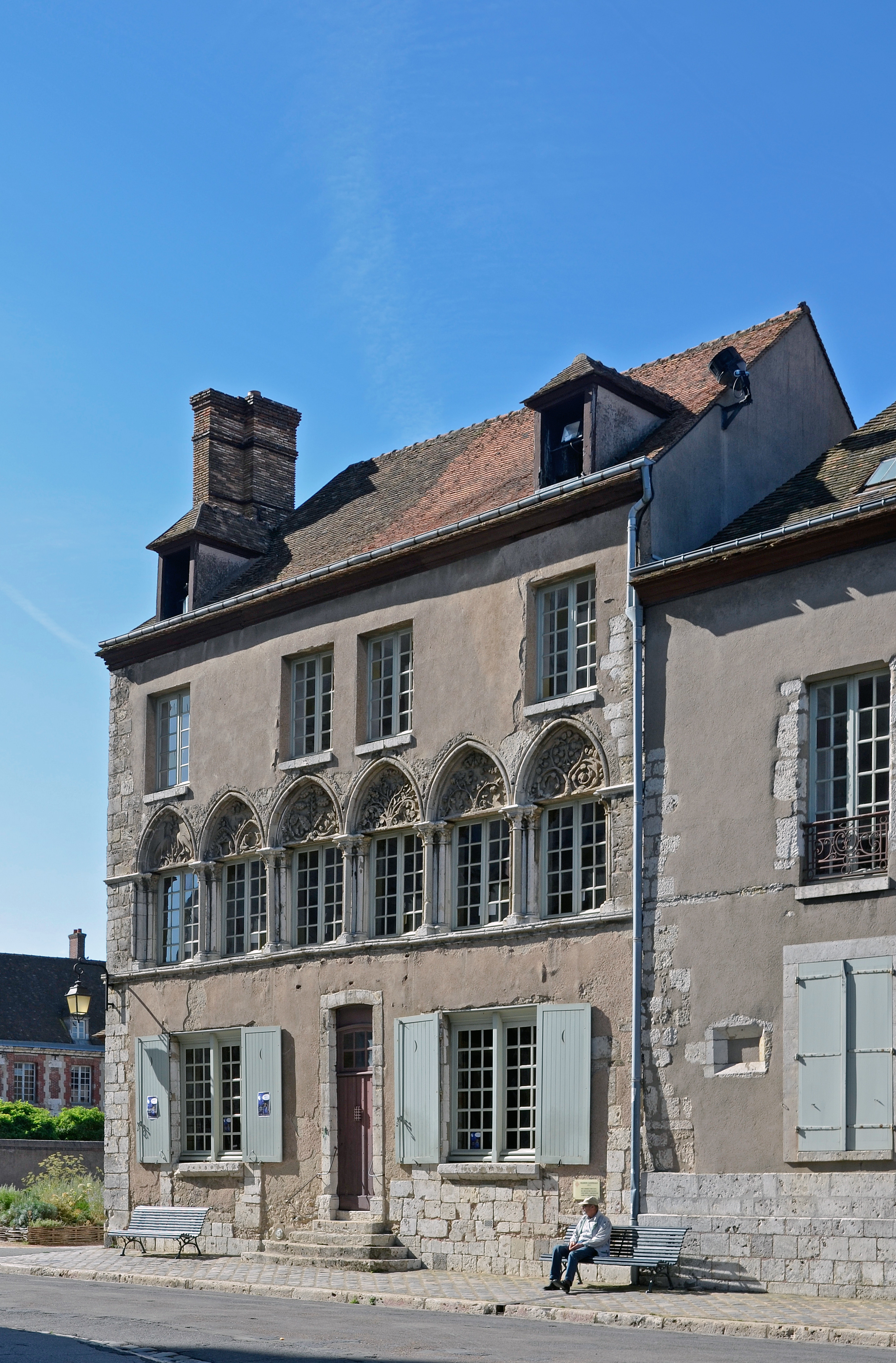
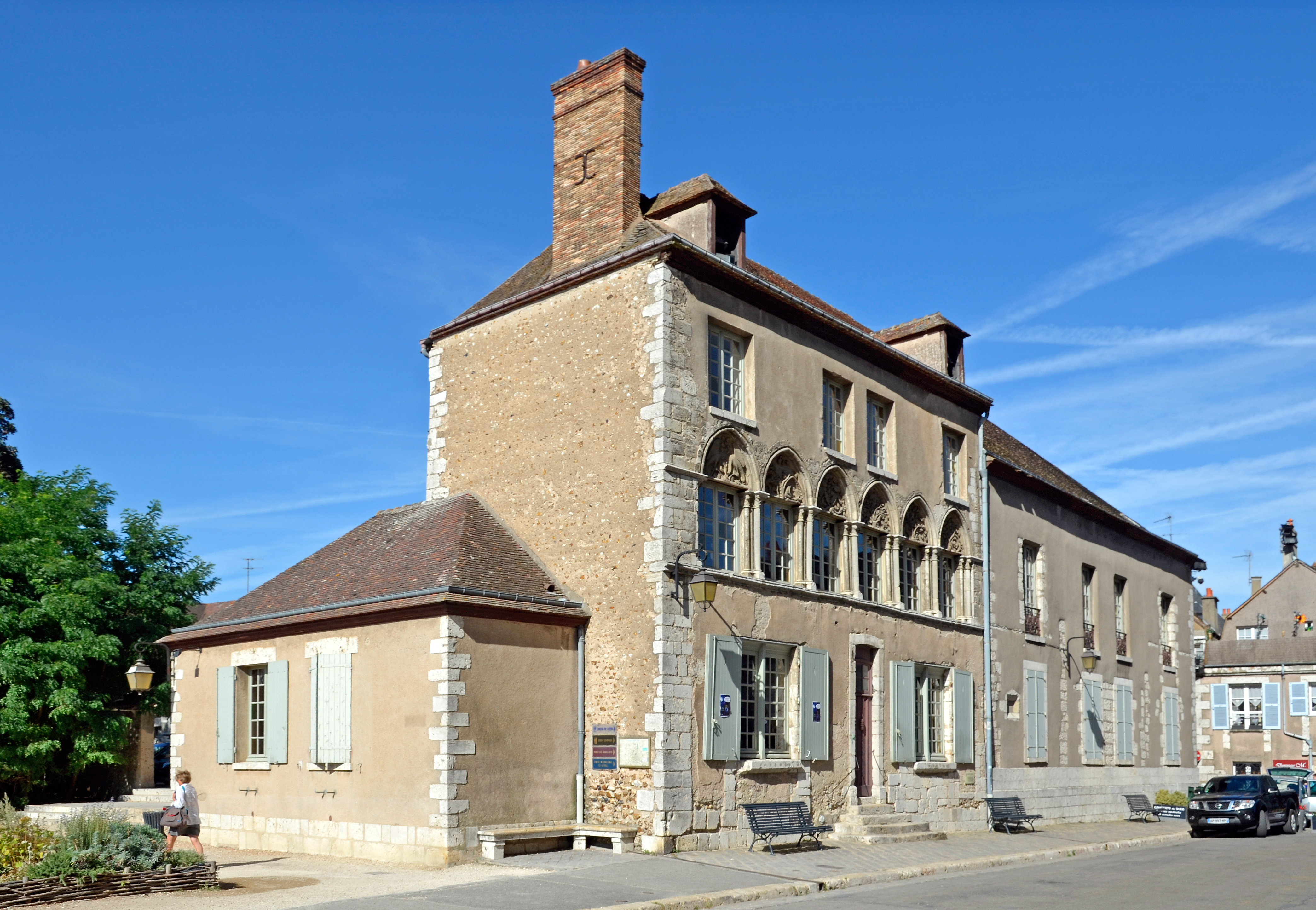
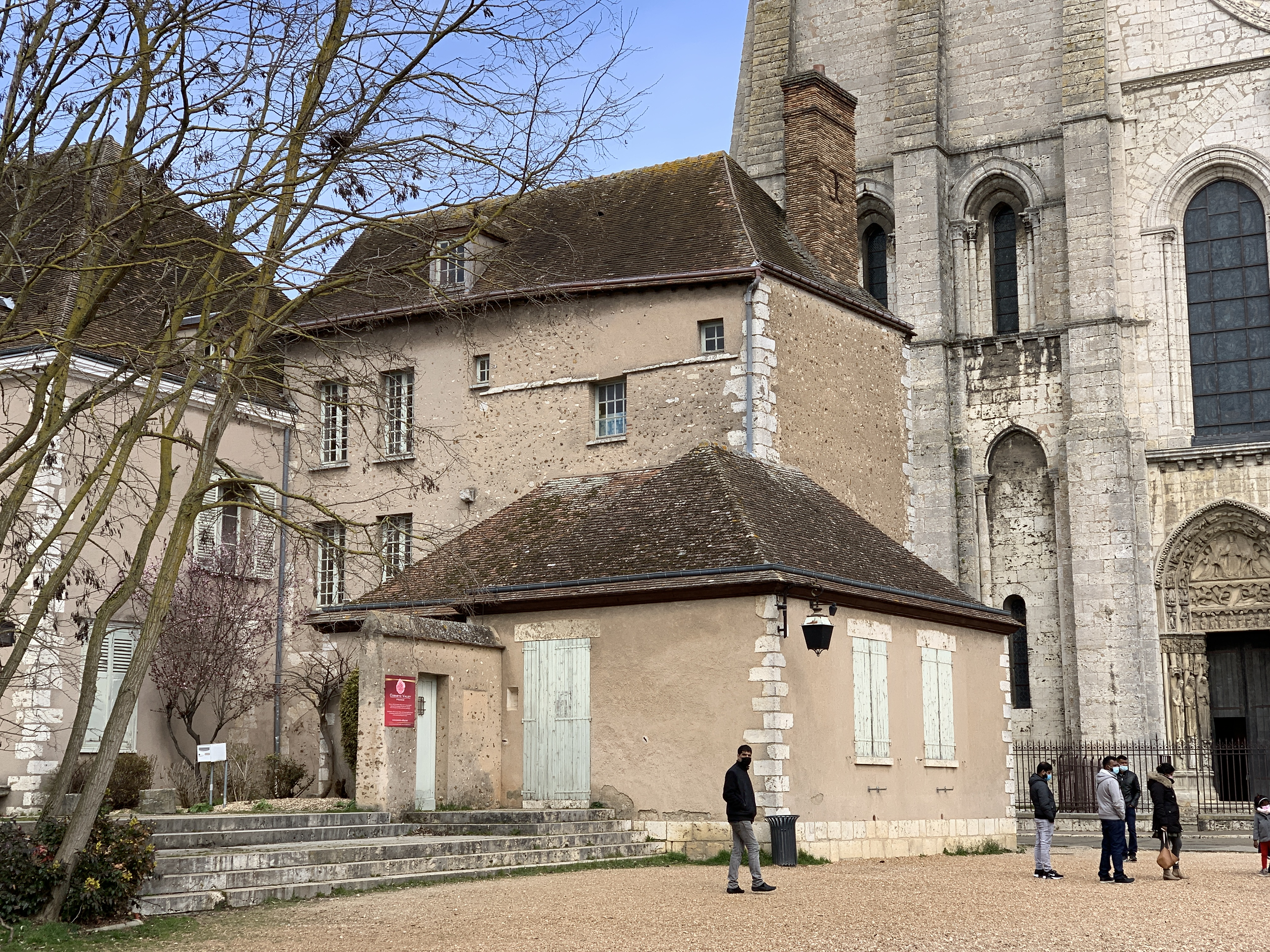
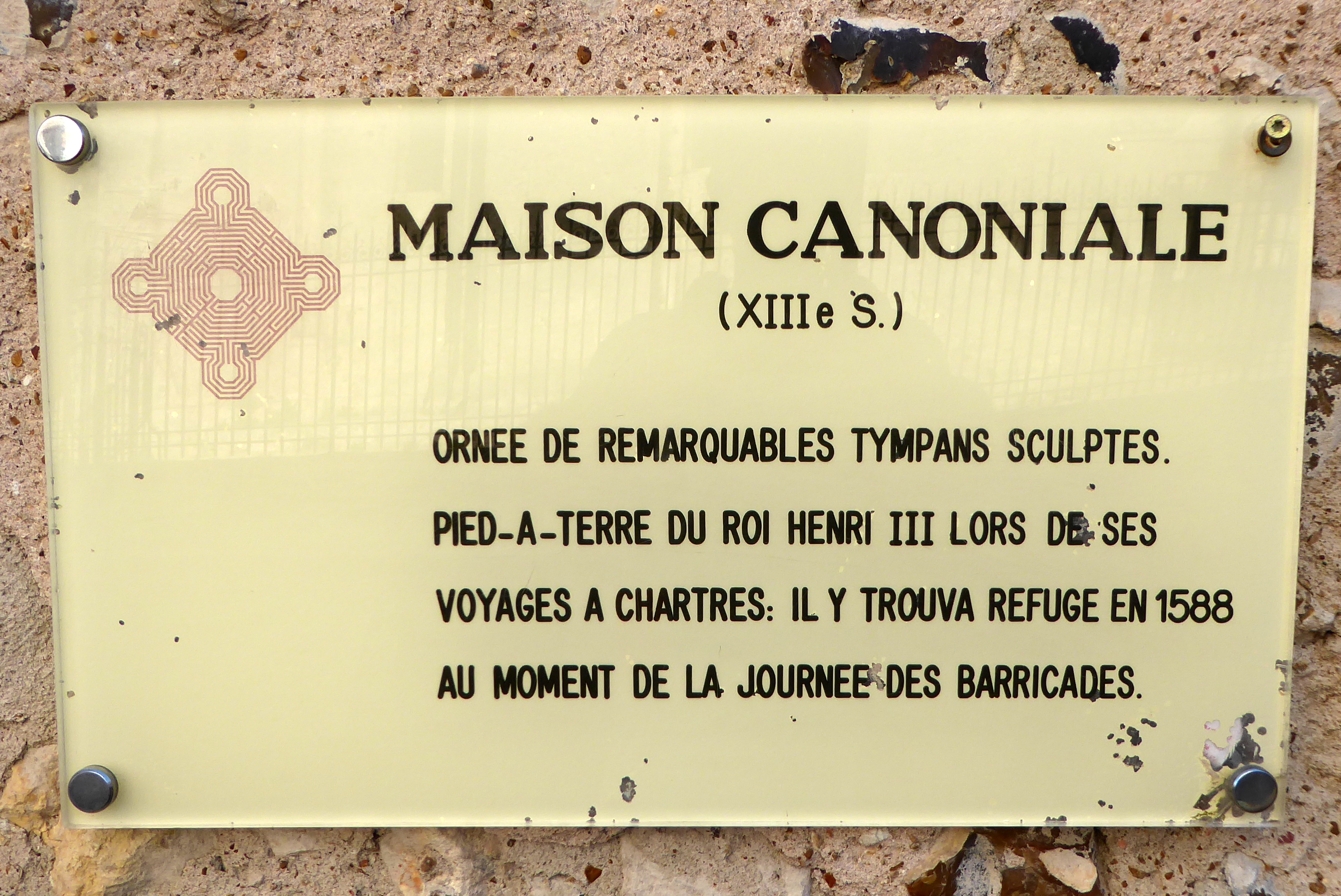